# 松浦市立福島中学校
松浦市立福島中学校（まつうらしりつ ふくしまちゅうがっこう、Matsuura City Fukushima Junior High School）は、長崎県松浦市福島町塩浜免にある公立中学校。略称は「福中」（ふくちゅう）。

## 概要
歴史
1947年（昭和22年）の学制改革の際に、福島村内の小学校2校に併設される形で「福島村立福島中学校福島部」（福島小学校併設）、「福島村立福島中学校養源部」（養源小学校併設）として創立。1955年（昭和30年）に統合。2012年（平成24年）に創立65周年を迎えた。
校章
図案は中山武之による。カタカナの「フ」を9個並べて校名の「福」（フ9）を表している。中央に「中」の文字を置いている。
校歌
1956年（昭和31年）制定。歌詞は2番まであり、両番に校名の「福島」が登場する。
校区
「長崎県松浦市福島町全域」。小学校区は松浦市立福島養源小学校（旧松浦市立福島小学校、旧松浦市立養源小学校）。

## 沿革
旧・福島部
- 1947年（昭和22年）4月1日 - 学制改革（六・三制の実施）が行われる。
  - 福島国民学校初等科が改組され、「福島村立福島小学校」となる。
  - 福島国民学校高等科と青年学校普通科が改組され「福島村立福島中学校 福島部」（新制中学校）が発足。
    - 校舎は中1が福島小学校の教室と倉庫（一部）、中2が塩浜免公会堂、中3が小学校講堂を使用。
- 1951年（昭和26年））
  - 3月24日 - 小学校校地に中学校用の木造校舎が完成。
  - 12月1日 - 町制施行により、「福島町立福島中学校 福島部」に改称。

旧・養源部
- 1947年（昭和22年）4月1日 - 学制改革（六・三制の実施）が行われる。
  - 養源国民学校初等科が改組され、「福島村立養源小学校」となる。
  - 養源国民学校高等科と青年学校普通科が改組され「福島村立福島中学校 養源部」（新制中学校）が発足。
    - 校舎は中1が養源小学校の教室、中2が養源小学校の裁縫室、中3が原公民館を使用。
- 1951年（昭和26年）
  - 3月25日 - 小学校校地に中学校用の木造校舎が完成。
  - 12月1日 - 町制施行により、「福島町立福島中学校 養源部」に改称。
- 1953年（昭和28年）- 水害の被害を受ける。

統合
- 1955年（昭和30年）
  - 4月10日  - 統合校舎（第一期工事）が完成。「福島町立福島中学校」が開校（統合完了）。
  - 5月9日 - 炭鉱休山による欠食生徒への給食を開始。
  - 9月11日 - 第二期工事が完成。前新田の埋立地に鉄筋コンクリート造3階建ての校舎が完成。
- 1956年（昭和31年）9月30日 - 校旗・校歌を制定。
- 1957年（昭和32年）10月 - 運動場の埋立工事が完成。
- 1959年（昭和34年）2月12日 - 音楽室・裁縫室が完成。
- 1961年（昭和36年）
  - 4月8日 - 完全給食を開始。
  - 8月31日 - 校舎を増築。
- 1963年（昭和38年）
  - 1月20日 - 体育館が完成。
  - 4月 – 生徒数が最大の903名（20学級）を記録する。
- 1964年（昭和39年）2月15日 - 技術科教室が完成。
- 1968年（昭和43年）8月30日 - 運動場を拡張。
- 1969年（昭和44年）6月15日 - 鯛之鼻炭鉱の閉山で約50名が転出。
- 1971年（昭和46年）7月7日 - プールが完成。
- 2006年（平成18年）1月1日 - 福島町が松浦市に編入されたことにより「松浦市立福島中学校」（現校名）に改称。
- 2017年（平成29年）9月1日 - 現在地に新校舎が完成し、旧校地（塩浜免2944番地51、北緯33度22分0.8秒 東経129度49分19.0秒）から移転を完了）[1]。

## アクセス
最寄りのバス停
- 西肥自動車（西肥バス） 「福島港」バス停

最寄りの国道・県道
- 長崎県道・佐賀県道103号喜内瀬鍋串辻線

## 周辺
- 松浦市役所福島支所（旧・福島町役場）
- 松浦市立福島養源小学校
- 松浦警察署福島警察官駐在所
- 福島郵便局
- JAながさき西海福島支所
- 国民健康保険直営松浦市立福島診療所
- 福島町消防センター
- 保健センター

## 関連事項
- 長崎県中学校一覧